# امانوئل زانینی
امانوئل زانینی (ایتالیایی: Emanuele Zanini؛ زادهٔ ۱۵ آوریل ۱۹۶۵) مربی والیبال اهل ایتالیا است. زانینی از اوت ۲۰۱۳ سرمربی تیم ملی والیبال ترکیه می‌باشد. وی سابقاً سرمربی تیم ملی والیبال ایتالیا بود. امانوئل فارغ‌التحصیل رشته تربیت بدنی از دانشگاه بولونیا در سال ۱۹۸۸ است.